# Burmeistera vulgaris
Burmeistera vulgaris är en klockväxtart som beskrevs av Franz Elfried Wimmer. Burmeistera vulgaris ingår i släktet Burmeistera och familjen klockväxter. Inga underarter finns listade i Catalogue of Life.